# Gulyás Pap Etelka
Gulyás Pap Etelka (Szentes, 1876. szeptember 22. – Szentes, 1947. szeptember 22.) író, költő, a 20. század első felében a tüdőbetegekért folytatott adakozó-mozgalom helyi vezéralakja. Irodalmi munkásságát a lokálpatrióta szellem hatotta át. Szájhagyományra épülő prózájában a város legendás múltja elevenedik meg.

## Élete, karitatív tevékenysége
Édesapja, a teológiát végzett kántortanító Gulyás Pap László, édesanyja Sélyei Szabó Mária volt. Tanulmányait a református népiskolában kezdte, a szentesi polgári leányiskolában folytatta, majd édesanyja a német és a francia nyelv elsajátítása végett elküldte a perjámosi apácazárdába.
Fiatalságának meghatározó, egyben tragikus élménye volt a családi tragédiák sorozata és a folyamatos gyász. Még csak  ötéves , amikor elveszíti édesapját, majd kamaszként szeretett húgát, végül vőlegényét. Valamennyien a magyar betegségnek (morbus hungaricus)  nevezett tüdővész áldozatai lettek, mely Szentesen is szedte áldozatait. A helyi kórház gondnoka, Csallány Gábor látva a szentesi helyzetet, a század elején felvetette egy helyi tüdőszanatórium építésének szükségességét, s igyekezett minél több embert megnyerni tervének kivitelezéséhez. Egy baráti beszélgetés során felkérte Etelkát, hogy álljon ő is a tüdőbeteg-ügy szolgálatába.  Etelka igent mondott, és teljes erejével vetette bele magát az adakozó-mozgalom szervezésébe.
Templomokban, temetőkben, iskolákban, bálokon, bankettokon ott talált a nép mindenütt gyűjtő persellyel. Először idegenül néztek rám, nagyon szokatlan dolog volt, aztán lassan megnyíltak a szívek és az erszények, hordtam a pénzt a városházára.
A bevételek növelése érdekében Etelka Szanatóriumi album címmel 1907-ben egy szépirodalmi antológiát is sajtó alá rendezett. Az eladásból származó pénzösszeg is a tüdőszanatórium felépítését segítette.
A város – az összegyűlt közel 6000 korona  adományt is felhasználva  – 1914-re felépítette a Tüdőgondozó Intézetet a szentesi kórház parkjában (ma a belgyógyászat épülete), de azt a világháború idején sebesült katonákkal töltötték meg. Az elkövetkező évek során Etelka a sebesült katonák ellátásáért küzdött tollal és tettekkel. Dr. Pollák Sándor, a kórház főorvosa 1917 októberében a megyei főispánnak a következő levelet küldte:
Méltóságos Főispán Úr!
Van szerencsém jelenteni; hogy Gulyás Pap Etelka kisasszony a sebesült és beteg katonák sorsa iránt a háború kezdete óta mindig élénken érdeklődött; a közönséget számos hírlapi cikkben eredménnyel hívta fel adakozásra, ő maga pedig viszonyaihoz képest áldozatkészen viselkedett, gyakran hozott be a kórházba a sebesültek részére befőtteket, kávét, süteményeket és egyéb élelmi cikkeket.
Szentes 1917. évi október hó 12-én.
Az adakozás mellett önkéntes ápolóként is rendszeresen bejárt a kórházba, és még a vörhenyes, tífuszos és diftériás, vagyis a ragályos betegek között is feltűnt.
A szegényekért, betegekért végzett odaadó tevékenységét a háború után is folytatta. A helyi lap hasábjain rendszeresen közzé tette az adakozók névsorát, a befolyt összegek nagyságát és azt, hogy mire fordította az adományokat.

## Irodalmi munkássága
Szentes irodalmi életének különleges alakja, a város első költőnője volt. 24 évesen Költemények címmel adta ki kötetét. Gördülékeny, versbe szedett gondolatai többnyire borongós hangulatúak. Jelentékenyebb volt prózaíró tevékenysége. A kisebb-nagyobb lélegzetű elbeszélések témája Szentes és környékének múltja. Novelláiban a város régi nagy alakjai, családjai, nevezetes eseményei, szomorú tragédiái, hősi emlékei tűnnek fel. Az írónő a mesélőkedvű lakosok emlékeiből és a népi szájhagyományból merítette anyagát. Kicsit legendásított, de azért értékes, lágytónusú írások ezek, sajátos, érdekes keresztmetszetét adják a város múltjának. Novellái között külön színt képviselnek memoár-szerű visszaemlékezései. Anekdotikus, mulattató, olykor szomorkás történetek, életképek egy kisváros mindennapjaiból. A helyi folyóiratokban megjelent elbeszéléseinek a száma 100 körül van.
71. születésnapján érte a halál. Sima László helytörténész, újságíró az alábbi szavakkal búcsúzott Gulyás Pap Etelkától:
Részvéttel, elérzékenyedetten írom le a gyászhírt: Gulyás Pap Etelka meghalt. Érdekes, magánálló, különös egyénisége volt városunknak. Mert egyénisége volt. Író. Gyűjtő. Jótékonykodó. Természetesen szerető szív. Jó barát. Aki ismerte, és igazán ismerte, csak szeretni tudta. Egyike volt azoknak az embereknek, akiknek az élete valamikor a fiatalság elején elcsúszott, elkanyarodott és belefutott nem az embergyűlöletbe, nem az elzárkózottságba, hanem valami furcsa különösködésbe. Mindenki ismerte Szentesen és nem akadt rajta fenn, amikor 40-50 év előtti ruháiban ment végig az utcán, viszont ha egy-egy régi, érdekes írása megjelent, azt mindenki szívesen olvasta. Ezen a mi szentesi magyar nyelvünkön írt, szentesi történeteket, amelyeket maga is átélt, vagy hőseit ismerte. A század elején Ő indította meg a mozgalmat azért, hogy tüdőszanatóriumot létesítsenek a szentesi kórházban. Agitált érte, egy érdekes és értékes albumot is szerkesztett. Számos novellát írt, amelyből egy kötetet sajtó alá is rendezett. Megérdemli, mint igazi emberbarát, de megérdemli, mint író is tőlünk, hogy sírján elhelyezzük megemlékezésünk cipruslombját."

## Művei
- Költemények. Szentes, 1900.
- Szanatóriumi album. Szentes, 1908. (e-Könyvtár Szentes)
- Régi történetek Szentes múltjából. Szentes, 1941. (e-Könyvtár Szentes)

## Róla szóló irodalom
- Rózsa Gábor: Egy különös hölgy Szentesen. In: Csongrád megyei Hírlap 1987. dec. 12. 8. o.
- Mátyás Sándorné: A tüdővész elleni küzdelem jeles harcosa. In: Csongrád megyei Hírlap 1987. dec. 17. 5. o.
- Labádi Lajos: Betegek, elesettek pártfogója. 130 éve született Gulyás Pap Etelka. In: Szentesi Élet 2006. szept. 22. (e-Könyvtár Szentes)
- Szentes irodalmi emlékei. Szerk.: Vágvölgyi Zoltán. Szentes, Városi Könyvtár, 2016. (e-Könyvtár Szentes)